# David Held
David Jonathan Andrew Held (* 27. August 1951; † 2. März 2019) war ein britischer Politikwissenschaftler und Soziologe. Er war Professor für Politik und Internationale Beziehungen an der University of Durham und Master des University College. 

## Leben
Schwerpunkt von Helds Arbeit war Politische Theorie. Zusammen mit Daniele Archibugi spielte er eine Schlüsselrolle in der Erforschung des Weltbürgertums. Außerdem war er Experte auf dem Gebiet der Globalisierung. 
Gemeinsam mit Anthony Giddens war er 1984 Gründer des Verlages Polity Press, der in den Sozial- und Geisteswissenschaften inzwischen zu den führenden Verlagshäusern weltweit zählt. Er ist außerdem Herausgeber von Global Policy, einer 2008 gegründeten wissenschaftlichen Zeitschrift mit Sitz in Durham, die bei Themen von globaler Signifikanz Verbindungen zwischen Forschern und Praktikern herzustellen sucht. 
Held war bis Oktober 2011 Professor für Politische Wissenschaften und Co-Director des „Center for the Study of Global Governance“ an der London School of Economics (LSE). Seit Januar 2012 war er an der University of Durham als Vorsitzender des ältesten Colleges der Hochschule Leiter des Fachbereichs Politische Wissenschaften.

## Kontroverse
2011 wurde die LSE für eine von Held maßgeblich geförderte Kooperation mit einer dem Regime des ehemaligen libyschen Herrschers Muammar al-Gaddafi nahestehenden Stiftung und den 2009 unter Betreuung Helds erworbenen, umstrittenen Doktorgrad dessen Sohnes Saif al-Islam al-Gaddafi in der Öffentlichkeit hart kritisiert. Eine Untersuchung durch den ehemaligen höchsten Richter von England und Wales, Lord Harry Woolf, wies unter anderem nach, dass Held die Annahme einer Schenkung in Höhe von 1,5 Millionen Pfund einer von internationalen Geschäftspartnern Libyens finanzierten Stiftung entgegen entschiedener Warnungen anerkannter Libyen-Experten durchgesetzt hatte.

## Veröffentlichungen (Auswahl)
- Models of Democracy. 1987.
- Introduction to Critical Theory: Horkheimer to Habermas. 1989.
- Political Theory and the Modern State. 1989.
- Democracy and the Global Order: From the Modern State to Cosmopolitan Governance. 1995.
- mit Daniele Archibugi: Cosmopolitan Democracy. An Agenda for a New World Order. Polity Press, Cambridge 1995.
- mit Anthony McGrew, David Goldblatt & Jonathan Perraton: Global Transformations: Politics, Economics and Culture, 1999 (Mitverfasser).
- mit Anthony McGrew: Globalization/Anti-Globalization. 2002.
- Cosmopolitanism: A Defence. 2003.
- Global Covenant: The Social Democratic Alternative to the Washington Consensus. 2004.
  - Soziale Demokratie im globalen Zeitalter. Suhrkamp, Frankfurt 2007, ISBN 978-3-518-12504-5
- Cultural Politics in a Global Age: Uncertainty, Solidarity, and Innovation. 2008, ISBN 1-85168-550-2
- Cosmopolitanism: Ideals and Realities. 2010
  - Kosmopolitanismus. Ideal und Wirklichkeit. Alber, Freiburg/München 2013, ISBN 978-3-495-48550-7
- mit Pietro Maffettone (Hrsg.): Global Political Theory, Polity Press, Cambridge 2016.
- mit Thomas Hale (Hrsg.): Beyond Gridlock, Polity Press, Cambridge 2017.